# MTV Video Music Award – Viewer’s Choice
Viewer’s Choice Award var ett pris som delades ut under musikgalan MTV Video Music Awards åren 1984–2006.

## Lista över vinnare av Viewer’s Choice Award
| År   | Artist                          | Video                                       |
| ---- | ------------------------------- | ------------------------------------------- |
| 1984 | Michael Jackson                 | ”Thriller”                                  |
| 1985 | USA for Africa                  | ”We Are the World”                          |
| 1986 | a-ha                            | ”Take on Me”                                |
| 1987 | U2                              | ”With or Without You”                       |
| 1988 | INXS                            | ”Need You Tonight / Mediate”                |
| 1989 | Madonna                         | ”Like a Prayer”                             |
| 1990 | Aerosmith                       | ”Janie’s Got a Gun”                         |
| 1991 | Queensrÿche                     | ”Silent Lucidity”                           |
| 1992 | Red Hot Chili Peppers           | ”Under the Bridge”                          |
| 1993 | Aerosmith                       | ”Livin’ on the Edge”                        |
| 1994 | Aerosmith                       | ”Cryin’”                                    |
| 1995 | TLC                             | ”Waterfalls”                                |
| 1996 | Bush                            | ”Glycerine”                                 |
| 1997 | Prodigy                         | ”Breathe”                                   |
| 1998 | Puff Daddy & The Bad Boy Family | ”It’s All about the Benjamins” (rock remix) |
| 1999 | Backstreet Boys                 | ”I Want It That Way”                        |
| 2000 | *NSYNC                          | ”Bye Bye Bye”                               |
| 2001 | *NSYNC                          | ”Pop”                                       |
| 2002 | Michelle Branch                 | ”Everywhere”                                |
| 2003 | Good Charlotte                  | ”Lifestyles of the Rich and Famous”         |
| 2004 | Linkin Park                     | ”Breaking the Habit”                        |
| 2005 | Green Day                       | ”American Idiot”                            |
| 2006 | Fall Out Boy                    | ”Dance, Dance”                              |